# 博卡拉頓站 (三縣鐵路)
博卡拉頓站（英語：Boca Raton Station）是三鐵路在博卡拉頓的一座通勤铁路站。此車站位於也馬濤路（SR 794），在國會大道（SR 807）以東和I-95以西。原本在1989年1月9日啟用，後於飓风威尔玛吹襲後在別處重建，2005年11月4日恢復營運。此車站是三鐵路在棕櫚灘縣最南端的車站，並有泊車服務。截至2014年，此車站是系統裏最繁忙的車站，人流量達每日1600人次，超越迈阿密-戴德县的三鐵路與地鐵轉乘站。為此，在格萊茲路設立博卡拉頓的第二座車站一直在考慮之列。

## 外部連結
- 维基共享资源上的相關多媒體資源：博卡拉頓站
- South Florida Regional Transportation Authority - Boca Raton station